# Chauffour-sur-Vell
Chauffour-sur-Vell är en kommun i departementet Corrèze i regionen Nouvelle-Aquitaine i de centrala delarna av Frankrike. Kommunen ligger  i kantonen Meyssac som tillhör arrondissementet Brive-la-Gaillarde. År 2022 hade Chauffour-sur-Vell 413 invånare.

## Befolkningsutveckling
Antalet invånare i kommunen Chauffour-sur-Vell
Referens:INSEE